# Roland Dancs
Roland Dancs (* 19. April 1985 in Szombathely) ist ein ungarischer Fußballspieler.

## Karriere

### Verein
Dancs ging als junges Talent früh in das Ausland, wo er bei Grashoppers Zürich einen Jungprofivertrag unterschrieb und bis zur U21 im Nachwuchs spielte. Sein Profidebüt gab der junge Spieler 2002 unter Trainer Marcel Koller und erreichte sein erstes Karrierehighlight, nämlich den Schweizer Meistertitel in der Super League mit Grashoppers Zürich. Damalige Mitspieler waren unter anderem Stephan Lichtsteiner und Peter Jehle.
Nach der Meistersaison wechselte Dancs zurück in seine Heimat Ungarn zu Budapest Honved FC in die erste ungarische Liga Nemzeti Bajnokság, wo er dann bis 2006 spielte und auch ungarischer Pokalsieger wurde. Zudem absolvierte Dancs 2004 insgesamt vier UEFA-Cup Spiele. Nach zwei Jahren beim FC Sopron wechselte der ungarische Profi zum Rákospalotai EAC. Insgesamt kann Dancs 153 Spiele in Ungarns erster Liga vorweisen.
In der Saison 2009/10 stieg Dancs mit seinem Verein Rákospalotai EAC in die zweite ungarische Liga ab, wo er noch eine Saison lang spielte, bevor es den ungarischen Spieler nach Niederösterreich verschlug. Seine erste Station in Österreich war der SV Zwentendorf. Nach weiteren Zwischenstopps wie der SV Rust, SC Sitzenberg/R. und ASV Radlberg kam er schließlich zum 1. SV Maria Anzbach, wo er bis zu seinem offiziellen Karriereende 2019 spielte. Dancs versuchte es 2021 nochmals beim SC Harland in St. Pölten, wo er aber nur vier Einsätze in der Reservemannschaft zu verbuchen hatte.

### Nationalmannschaft
Neben seinen U-20- und U-21-Einsätzen bei der ungarischen Nationalmannschaft, spielte Dancs zuvor auch bei der U-17 und konnte bei der U-17-Fußballeuropameisterschaft 2002 in der Gruppenphase einen Treffer erzielen.

## Sonstiges
Dancs versuchte sich auch des Öfteren als Fußballtrainer. Während seiner aktiven Zeit war er als Co-Trainer in Niederösterreich tätig und zuletzt 2021 als Trainer des SC Harland.

## Erfolge
- Schweizer Meister 2002/03 mit Grashoppers Zürich
- Pokalsieger 2006/07 mit Budapest Honved FC